# Монастырское сельское поселение (Кировская область)
Монастырское сельское поселение  — муниципальное образование в составе Юрьянского района Кировской области России.
Центр — село Монастырское.

## История
Монастырское сельское поселение образовано 1 января 2006 года согласно Закону Кировской области от 07.12.2004 № 284-ЗО.
25 июля 2012 года Законом Кировской области № 181-ЗО поселение упразднено, все населённые места включены в состав  Подгорцевского сельского поселения.

## Состав
В поселение входили 10 населённых пунктов:
- село Монастырское
- деревня Большое Долгое
- деревня Булычево
- деревня Вязовое
- казарма 50 км
- разъезд Чащинский
- деревня Коврижки
- деревня Комарово
- деревня Малое Долгое
- деревня Савватеевщина